# トロピカルソング 生活保護の唄
トロピカルソング 生活保護の唄は大阪市生野区鶴橋出身のシンガーソングライター塚本正治の楽曲である。格差社会の難儀を塚本風の歌詞とメロディで訴えた。2005年レコーディングにはアコースティックギターでのむらあき、フィドル・マンドリン・バンジョーでジョッシュ大塚が参加した。反貧困ネットワーク等の集会で歌われた。「みんなで生活保護をとろう　命まで取られる前にね」というあっけらかんとした歌詞は関西フォークの流れを汲んでいる。